# آخرنا
ذا لاست أوف أس (بالإنجليزية: The Last of Us؛ تترجم كـ « آخرنا») هي لعبة فيديو من نوع أكشن-مغامرات ورعب البقاء قام بتطويرها نوتي دوغ ونشرها سوني كمبيوتر إنترتينمنت لجهاز البلاي ستيشن 3. تم الإعلان عن اللعبة في 10 ديسمبر 2011 خلال جوائز سبايك لألعاب الفيديو. وصدرت عالمياً في 14 يونيو، 2013 كحصرية للبلاي ستيشن 3. ومن المقرر إصدار نسخة الريميك في 2 سبتمبر 2022، لجهاز بلايستيشن 5.
يتحكم اللاعب ب«جول» (صوت بواسطة تروي بيكر)، حيث يرتحل عبر الولايات المتحدة في العام 2033 بعد أن دمرت بكارثة، من أجل مرافقة فتاة شابة تدعى ايلي (صوت بواسطة أشلي جونسون) إلى مجموعة مقاومة صديقة تدعى اليراعات. يتوجب على اللاعب ان يدافع عن نفسه ضد بشر يشبهون الزومبي، إضافة إلى ناس عدائيين، عن طريق استخدام الأسلحة النارية والتسلل، وبمساعدة قدرات مثل التمثيل المرئي للصوت من أجل الاستماع لمواقع الأعداء. يستطيع اللاعب أيضاً صناعة أسلحة ودواء بواسطة دمج الأشياء التي يجدها في طريقه.
تلقت اللعبة إشادة عالمية من النقاد، مع علامات كاملة من العديد من المواقع والمجلات. المراجعون مدحوا جوانب متعددة للعبة، من ضمنها طريقة اللعب الاختيارية والأحداث الواقعية والعمق العاطفي وتصميم الصوت والبيئة. العديد من النقاد أعلنوا أن اللعبة «تحفة»، وعنوان هام في جيل منصات الألعاب الحالي. ذا لاست أوف أس سجلت ثاني أكبر إطلاق للعبة فيديو في 2013 (بعد جراند ثفت أوتو 5)، بائعة أكثر 1.3 مليون نسخة في الأسبوع الأول من صدورها. بحلول يوليو 2014، باعت اللعبة أكثر من 20 مليون نسخة حول العالم. هي لعبة زومبي رائعة وفي العبة اجزاء 1 و 2
في 14 فبراير 2014، صدر محتوى قابل للتحميل يدعى ليفت بيهايند (Left Behind). نسخة محدثة لجهاز بلاي ستيشن 4، ذا لاست أوف أس ريماسترد (The Last of Us Remastered)، كانت قد صدرت بأمريكا الشمالية في 29 يوليو 2014. صدرت ذا لاست أوف أس: الجزء الثاني في يونيو 2020. ومن المقرر إصدار نسخة جديدة من اللعبة بعنوان ذا لاست أوف أس الجزء الأول (The Last of Us Part I) في سبتمبر 2022 لجهاز بلاي ستيشن 5 ولاحقًا لنظام مايكروسوفت ويندوز. يتم حاليًا إنتاج تكيف تلفزيوني بواسطة إتش بي أو، كتبه دراكمان وكريج مازن وبطولة بيدرو باسكال في دور جويل وبيلا رامزي في دور إيلي.

## طريقة اللعب
أكدت نوتي دوغ أن طريقة اللعب ستكون مختلفة عن أي لعبة أخرى صنعتها والشخصية القابلة للعب هو جول، بينما إيلي الشخصية المرافقة يتم التحكم بها من قبل الذكاء الصناعي وفي بعض الأحيان من قبل اللاعب. تحتوي اللعبة على قتال بالأسلحة وإشتبكات بالأيدي إضافة إلى نظام احتماء. اللاعب يقاتل المصابين بالمرض الفطري والناجين الغير مصابين لكنهم عدائيين تجاه جويل وإيلي. اللعبة تحتوي على خاصية يدعوها المطورين «التسلل الديناميكي»، وتعني أن هناك العديد من الاستراتيجيات والأساليب يمكن للاعب استخدامها في أي وقت يقترب فيه من موقف جديد. حيث يتفاعل الأعداء بشكل مختلف. نوتي دوغ قامت بتطوير نظام ذكاء أصطناعي يدعى «توازن القوى». هذا النظام الجديد يسمح للأعداء برد فعل واقعي على أي موقف قتالي هم فيه عن طريق الأحتماء إذا رأوا اللاعب أو طلب المساعدة من رفاقهم إذا أحتاجوها وحتى الاستفادة من نقاط ضعف اللاعبين، كحال عندما تفذ الذخيرة من جويل أو عندما يتم مهاجمته من قبل أعداء آخرين. قدرات اللاعب المتنوعة تعني أن اللاعب لديه عدة طرق لتحقيق الهدف نفسه - يتجسد هذا في «الصناعة» (crafting) وهي خاصية في اللعبة تسمح للاعب بجمع عدة مواد ودمجها لصناعة أشياء متعددة كالأسلحة أو دواء وغيرها، على سبيل المثال الكحول وقطع القماش يمكن حسب الاختيار أن تنتج حزمة شفاء أو مولوتوف. اللاعب سيحتاج إلى صناعة الأشياء بسرعة وبوقت محدد بعناية، لأن اللعبة لا تتوقف مؤقتا عند صناعة الأشياء.

## القصة
بعد عشرين عاماً على كارثة حلت بالبشرية بسبب نوع من الفطريات الطفيلية التي حولت المصابين بها إلى قتلة مختلين ومتحولين. أصبح الناجون من ذلك يعيشون في مناطق حجر صحي شديدة التسلح والقمعية أو كجماعات وحشية (قطاع طرق) أو في مخيمات تخضع لحراسة مشددة. في منطقة حجر صغيرة في ضواحي بوسطن، زوج من المهربين، جول وتيس، يكسبان عيشهم عن طريق التجارة مع الناجين في خارج المدينة. في اعقاب صفقة فاشلة، يقوم جول وتيس بمطاردة وقتل رجل عصابات بسبب سرقته لأسلحتهم. قبل أن يقتلاه، يفصح لهما بأنه باع الأسلحة إلى اليراعات (Fireflies)، مجموعة من المسلحين مصممين على التمرد ضد نظام الحكم الاستبدادي في مناطق الحجر الصحي. بعد ذلك، يقابل جول وتيس قائد اليراعات، مارلين، التي تعرض عليهما إرجاع أسلحتهم شرط أن يقوما بتهريب فتاة مراهقة تدعى ايلي إلى فرقة يراعات مختبئين في المدينة.
في البداية ترفض ايلي الذهاب معهما، لكنها توافق في الأخير. يصل الثلاثة إلى حدود المدينة وما إن ينجحوا في الهروب من الجيش، تتكشف تيس جرح عضة على ذراع ايلي يدل على أنها مصابة بالطفيلي. يستعد جول لإعدامها، لكن ايلي تدعي أن عمر العضة ثلاثة أسابيع (أسابيع أطول مما تستغرقه الإصابة للسيطرة على المضيف). ايلي تخبر جول وتيس بأنها منيعة ضد المرض، تثبت ذلك عبر تنشقها الجراثيم الفطرية المعدية في نفق قطارات لاحقاً ولاشيء يحدث لها. يصل الثلاثة إلى نقطة الألتقاء داخل بناية لكنهم يجدوا اليراعات مقتولين من قبل الجيش، الذي يبدء هجوماً على البناية. تكشف تيس لجول بأنها تعرض لعضة، وتقرر البقاء لإشغال الجيش وإعطاء جول وايلي فرصة للهروب. يقوم الجيش بقتل تيس، لكن جول وايلي ينجحان في الهروب.
بعد موت تيس، يقرر جول أن الطريقة الوحيدة للوصول إلى بقية اليراعات هي عبر شقيقه، تومي، المعروف بنشاطه مع اليراعات. للوصول إلى توماس، يرتحل جول وايلي إلى بلدة نيو انغلاند للتحدث مع بيل، شخص متشائم يعيش في أطلال البلدة وحده ويغادرها فقط للتجارة مع المهربين أمثال جول. يوفر بيل لجول وايلي سيارة ومؤن للتوجه نحو فيلادلفيا. لكن بينما يقود جول السيارة عبر أنقاض بيتسبرغ، يتعرض لكمين من قبل قطاع طرق وتتحطم السيارة. يتنقل الأثنان عبر المدينة متجنبين أو مقاتلين قطاع الطرق المدججين بالأسلحة والسيارات المصفحة. بعد ذلك، يلتقي جول وايلي بشخصان مرتحلان، هنري وأخوه سام، اللذان يريدان العودة لمخيهم لكن قطاع الطرق يسدون الطريق. الأربعة يقاتلون قطاع الطرق والمصابين حتى يصلوا إلى المخيم. يتحول سام نتيجة تعرض لعضة فيقتله هنري ثم ينتحر الأخير بسبب حزنه على أخيه.
بعد بضعة أشهر، جول وايلي يصادفان توماس، الذين جمع مجموعة من الناجين داخل سد كهرمائي. زوجة توماس، ميري، تخبر ايلي عن ماضي جول. قبل الكارثة، كان لجول ابنة مراهقة بعمر ايلي تقريباً تدعى سارة. خلال الأيام الأولى لتفشي الوباء، قتلت سارة على يد جندي أثناء محاولة الفرار من المصابين مع والدها وعمها. بعد أن يصدوا غارة لقطاع الطرق على السد، يقرر جول أن الوقت حان لتسليم ايلي إلى توماس، الذين سيوصلها إلى مجموعة يراعات متواجدة في جامعة شرق كولورادو. تحزن ايلي عند سماع ذلك لأنه مرة أخرى يتم التخلي عنها من قبل حاميها، فتهرب إلى الغابة ويلحقها جول وتوماس ودورية من قطاع الطرق. حالما يصل جول إلى ايلي، يجدها في بيت ما جالسة بجانب النافذة تقرأ مذكرات فتاة مراهقة كانت تعيش هنا، تدعى ايلي بأن جول سيتركها كما ترك أبنته. يغضب جول من هذا الكلام، لكنه يسامحها ويوافق على مرافقتها على أخذها بنفسه إلى كولورادو. عندما يصلان إلى الجامعة يجدانها تعج باللصوص وأن اليراعات قد انسحبوا إلى مستشفى ما في سولت ليك. يهرب جول وايلي من الجامعة، لكن جول يتعرض لأصابة خطيرة خلال ذلك وبالكاد يهرب على ظهر حصان.
في منتصف الشتاء، جول وايلي يحتميان من البرد داخل بيت في الجبال. جول على حافة الموت بسبب إصابته فيعتمد على ايلي للاعتناء به. بينما تصاد في الغابة، تتمكن ايلي من قتل ظبي كبير، لكنها تواجه زوج من الناجين، ديفيد وجيمس، اللذان على استعداد لمقايضة الدواء مقابل لحم الظبي. يصدان ايلي وديفيد موجة من المصابين ريثما يعود جيمس ومعه الدواء. خلال التبادل يشكف ديفيد بأن اللصوص اللذين قتلوهم جول وايلي في الجامعة هم جزء من جماعته، لكن مع ذلك يسمح لها بالمغادرة وايصال الدواء لجول. يرسل ديفيد مجموعة لتتبع ايلي في الصباح التالي، مما اضطر ايلي لتقودهم بعيداً من جويل ويتم القبض عليها. يتم أخذ ايلي إلى مقرهم وهناك تعلم ايلي أن ديفيد ورجاله هم أكلي لحوم البشر فتهرب من هناك بعد أن ترفض الانضمام لهم، لكن ديفيد يحاصرها في مطعم يحترق. يستيقظ جول من حمته ويستجوب اثنان من رجال ديفيد عن مكان ايلي. عندما يصل جول إلى المطعم يشاهد ايلي تقتل ديفيد بشراسة.
في الربيع، يصل جول وايلي إلى سولت ليك سيتي. يشقان طريقهم عبر نفق خط سريع مغمور بالماء، لكنهم يعلقان بين أنقاض السيارات، وبالكاد يتكمن جول من إنقاذ ايلي من الغرق. بعد ذلك تقبض عليهم دورية من اليراعات. يستيقظ جول في المستشفى وتستقبله مارلين. هي تخبره بأن ايلي يتم تحضيرها لعملية جراحية: لان الفطريات في جسدها قد تحورت مما ادى لحصولها على مناعة، يجب استخلاص الفطريات لانتاج لقاح مقاوم لكن الفطريات قد غلفت الدماغ مما يجعل عملية استخلاص الفطريات خطرة جدا وتؤدي للموت المحقق. يهرب جول ويشق طريقه بالقتال إلى غرفة العمليات، ويحمل ايلي المخدرة وينزل بها إلى الطابق السفلي حيث مرآب السيارات. هناك يواجه ويقتل مارلين لمنع اليراعات من ملاحقتهم. بينما هم في الطريق لخارج المدينة يكذب جول على ايلي بأن اليراعات حاولوا وفشلوا في إيجاد دواء مع أشخاص آخرين لديهم مناعة وانهم توقفوا عن البحث عن دواء. تنتهي اللعبة بالأثنان يقفان على مشارف مستطونة تومي، حيث تشعر ايلي بالذنب، تطلب ايلي من جول أن يقسم على أن ما قاله صحيح، فيقسم جول كذباً.

## تطوير اللعبة
قبل الإعلان عنها رسميا في جوائز سبايك لألعاب الفيديو قام أستوديو نوتي دوغ بالتلميح عنها في 29 نوفمبر 2011 في ساحة تايم سكوير تحت عنوان «حصرية للبلاي ستيشن 3 لن تصدقها». مع بعض المقاطع لأحداث مروعة، بما في ذلك أعمال شغب وتفشي الوباء الفطري ومناطق حجر صحي، وأعمال عنف، فضلا عن مقطع من وثائقي للبي بي سي يظهر نمل مصابة بOphiocordyceps unilateralis، وهو نوع من الفطريات الطفيلية الخطيرة الذي عادة ما يقتل حشرات مثل النمل. في 9 ديسمبر نشر أحد اللاعبين مقطع من داخل لعبة أنشارتد 3: دريكز ديسبشن يظهر في عنوان لجريدة مكتوب عليها «العلماء لا يزالون يكافحون لفهم فطر قاتل».
في جوائز سبايك لألعاب الفيديو كشفت سوني النقاب رسمياً عن اللعبة وحفضها كملكية فكرية جديدة من نوتي دوغ، وعرضت مقطع فيديو عن رجل وفتاة مراهقة يهربان من ناجيين آخرين وبعض المصابين بالطفيلي في مبنى إلى أن يخرجوا منه متجهين إلى مدينة مليئة بالأعشاب الخضراء، ذكر الكثيرين بفيلم أنا أسطورة.
بعد فترة قليل من الكشف عن اللعبة، قام رئيس المشترك لنوتي دوج إيفان ويلز بوضع معلومات جديدة حول ذا لاست أوف أس في مدونة البلاي ستيشن:
| آخرنا | ذا لاست أوف أس هي تجربة محددة لنوعها تمزج بين عناصر النجاة والأكشن لتروي قصة تحركها الشخصيات عن وباء حديث يفتك بالبشرية. الطبيعة تجازوت على الحضارة، جابرة الناجين الباقين على القتل من أجل الغذاء والأسلحة وكل ما يمكنهم العثور عليه. جول هو ناجً شرس، وايلي فتاة شجاعة وأكثر حكمة من عمرها، عليهما العمل معاً من أجل النجاة في رحلتهم عبر ما تبقى من الولايات المتحدة. | آخرنا |

الإعلان أكد بأن المشروع الجديد يرأسه مخرج الأستوديو بروس سترالي. المصمم الرئيسي السابق للعبة إنسليفد: أوديسي تو ذا ويست، مارك ريتشارد ديفيس أيضاً يعمل على اللعبة لدى نوتي دوغ. بعد إصدار أنشارتد 2: أمونغ ثيفز في 2009، أنقسم فريق تطويرها إلى فريقين، أحدهم على ذا لاست أوف أس والآخر على أنشارتد 3: دريكز ديسبشن. يجدر الأشارة بأن هذه هي المرة الأولى التي تصبح نوتي دوغ أستوديو مكون من فريقين. كما هي أيضاً المرة الأولى التي تصدر فيها نوتي دوغ مكلية فكرية ثاني جديدة على نفس المنصة.
في حفل جوائز سبايك لألعاب الفيديو 2012 كشف بأن اللعبة ستصدر في مايو 7، 2013. لكن لاحقاً قامت سوني بتأجيل صدور اللعبة إلى 14 يونيو، 2013 لإعطاء المطورين الوقت لوضع اللمسات الأخيرة عليها. بدلاً من ذلك، ديمو اللعبة أتيح للذين يمتلكون غود أوف وور: أسنشن.

نظام التخفي والأحتماء متواجدان في اللعبة. هذه الصورة تظهر بطلا اللعبة جويل وايلي يختبئان خلف رف حديدي بينما ناجون آخرون يبحثون عنهم.

جائت فكرة لعبة The Last of Us بعد مشاهدة جزء من وثائقي للبي بي سي تحت عنوان كوكب الأرض، يوثق فيه فطريات الكورديسيبس التي تقوم بإصابة دماغ نملة ونشر أورام من رأسها؛ فكرة أن الفطريات يمكن أن تصيب الإنسان أصبحت الفكرة الأولية للعبة.
الإلهام الفني الرئيسي للعبة جاء من أعمال روائية مثل مدينة اللصوص وأنا أسطورة ولا بلد للعجائز والطريق وكتاب القصص المصورة الموتى السائرون والأعمال السينمائية المقتبسة عن هذه الروايات. موقع جيمزرادر أشار إلى أن اللعبة أخذت الألهام من فيلم أنا أسطورة والمسلسل التلفزيوني الموتى السائرون، إضافة إلى بعد 28 يوما وأطفال الرجال.
على الرغم من أن الوباء الفطري هو الخلفية الرئيسية للعبة، إلا أن ذا لاست أوف أس ليست «لعبة زومبي»، بل «قصة حب حول علاقة شبيه بتلك بين الأب وأبنته»، متأثر من جانب العلاقة بين ناثان دريك وفيكتور سوليفان معلمه ومثله الأعلى كأبيه، في سلسلة أنشارتد. جويل هو ناجي وليس بطل وآيلي هي فتاة في 14 من عمرها وليست لديها معرفة بالعالم قبل الكارثة. ملحن اللعبة هو غوستافو سانتوللا الحائزة على جائزتي أوسكار (جبل بروكباك وبابل). الفريق أراد أن يركز على العاطفة مع الموسيقى أكثر من الرعب.
عند إصدار العرض الأولي للعبةديد آيلاند، كان فريق التطوير قلق من أن اللعبتين ستكونان متشابهتين إلى حد كبير، سواء في استكشاف الجانب الإنساني أو العاطفي. لكن عند إصدار ديد آيلاند، أدرك فريق التطوير بأن اللعبة لم تماثل ما عرض؛ بل على النقيض من ذلك، رئيس المصممين نيل دراكمان يشعر بأن العرض لذا لاست أوف أس «يمثل بشكل كبير ما هم متجهون نحوه»، دراكمان قال أيضاً بأنه يريد من قصة ذا لاست أوف أس بأن ترفع المعيار لمطوري الألعاب الآخرين، لأنه يشعر بأن السرد القصصي ليس جيداً كما ينبغي ضمن صناعة الألعاب. نوتي دوغ عرضت فيديو مطول لطريقة اللعب ضمن مؤتمر سوني في معرض الترفيه الإلكتروني 2012.

## الاستقبال
| استقبال |         |
| --- | ------- |
| الدرجات الإجمالية المجموع نقاط غيم رانكينغز 94.58% [ 19 ] ميتاكريتيك 95/100 [ 20 ] نتائج المراجعة نشرة نقاط كمبيوتر آند فيديو غيمز 10/10 [ 21 ] دستركتويد 10/10 [ 22 ] إدج 10/10 [ 23 ] إلكترونك غيمينغ مونثلي 9.5/10 [ 24 ] يورو غيمر 10/10 [ 25 ] غيم إنفورمر 9.5/10 [ 26 ] غيم سبوت 8/10 [ 27 ] غيمز رادار [ 28 ] غيمز تي إم 9/10 [ 29 ] جاينت بومب [ 30 ] آي جي إن 10.0/10 [ 31 ] جويستيك [ 32 ] مجلة بلاي ستيشن الرسمية (المملكة المتحدة) 10/10 [ 33 ] فيديو غيمر.كوم 10/10 [ 34 ] |         |
| الدرجات الإجمالية |         |
| المجموع | نقاط    |
| غيم رانكينغز | 94.58%  |
| ميتاكريتيك | 95/100  |
| نتائج المراجعة |         |
| نشرة | نقاط    |
| كمبيوتر آند فيديو غيمز | 10/10   |
| دستركتويد | 10/10   |
| إدج | 10/10   |
| إلكترونك غيمينغ مونثلي | 9.5/10  |
| يورو غيمر | 10/10   |
| غيم إنفورمر | 9.5/10  |
| غيم سبوت | 8/10    |
| غيمز رادار | [ 28 ]  |
| غيمز تي إم | 9/10    |
| جاينت بومب | [ 30 ]  |
| آي جي إن | 10.0/10 |
| جويستيك | [ 32 ]  |
| مجلة بلاي ستيشن الرسمية (المملكة المتحدة) | 10/10   |
| فيديو غيمر.كوم | 10/10   |

حصلت ذا لاست أوف أس على اشادة عالمية مع علامة كاملة من أكثر من 30 منشورة ألعاب، حالياً اللعبة تحمل معدل تقاييم 95 على ميتاكريتيك و94.58% على جيم رانكينجز. ميتاكريتيك صنفتها كأفضل لعبة بلي ستيشن 3 في 2013، فضلا عن كونها ثاني أفضل لعبة بلاي ستيشن 3 (بجانب باتمان: أركام سيتي وأنشارتد 2: أمونغ ثيفز)، قابعة خلف لعبة غراند ثفت أوتو 4. ذا لاست أوف أس هي ثاني أعلى لعبة بلي ستيشن 3 تقييماً لعام 2013 على جيم رانكينجز، خلف بايوشوك إنفنت.
IGN أعطى اللعبة علامة كاملة 10/10، قائلاً عنها "ذا لاست أوف أس هي تحفة، أفضل حصرية بلي ستيشن 3 ويجب لعبها". مجلة الأفلام البريطانية إمباير أعطتها أيضاً علامة كاملة 5 من 5، قائلاً عنها "ذا لاست أوف أس ليس فحسب أفضل لعبة صنعتها نوتي دوغ حتى الآن بل منافس سهل على أفضل لعبة في هذا الجيل، ربما قد تثبت أيضاً أنها لحظة المواطن كين في الألعاب، تحفة سينظر لها بإيجابية لعقود.

## وصلات خارجية
- مقالات تستعمل روابط فنية بلا صلة مع ويكي بيانات
- الموقع الرسمي
- العرض الرسمي للعبة . على يوتيوب
- عرض طريقة العب . على يوتيوب